# Nyampene
Nyampene är ett periodiskt vattendrag i Burundi.   Det ligger i provinsen Bubanza, i den nordvästra delen av landet, 22 km nordost om huvudstaden Bujumbura.
I omgivningarna runt Nyampene växer i huvudsak städsegrön lövskog. Runt Nyampene är det tätbefolkat, med 308 invånare per kvadratkilometer.